# Milan Gačanovič
Milan Gačanovič - Gacho, slovenski modni oblikovalec, * 16. julij 1967, Ljubljana.
Milan Gačanovič oblikuje pod lastno blagovno znamko. Oblikoval pa je tudi nekaj kolekcij eksluzivnih čevljev za Peko.